# Mesones de Isuela
Mesones de Isuela (aragónul Mesons d'Isuela) település Spanyolországban,  Zaragoza tartományban. Mesones de Isuela Tierga, Tabuenca, Épila, Nigüella, Brea de Aragón és Illueca községekkel határos. Lakosainak száma 266 fő (2024).

## Népesség
A település népessége az utóbbi években az alábbiak szerint változott:
| Lakosok száma | 360  | 339  | 318  | 318  | 318  | 295  | 274  | 264  | 272  | 266  |
|               | 2001 | 2004 | 2007 | 2009 | 2012 | 2014 | 2017 | 2019 | 2022 | 2024 |